# Национальный гагаузский историко-этнографический музей им. Дмитрия Карачобана
Национальный гагаузский историко-этнографический музей имени Дмитрия Карачобана — музей истории и культуры гагаузского народа, расположенный в селе Бешалма, в 16 км от Комрата, на территории автономного территориального образования Гагаузия в Республике Молдова. С мая 1988 года носит имя своего основателя — Дмитрия Николаевича Кара Чобана.

## История музея
Музей основан 16 сентября 1966 года. Организатором музея стал учитель местной школы Дмитрий Николаевич Карачобан. С начала существования музей развивался благодаря поддержке местных властей и местного колхоза «Правда». В 1972 году колхоз построил для музея специальное здание общей площадью более 640 м², в эти же годы музей стал государственным.
В 1992 году директором музея стал сын Д. Н. Карачобана, Афанасий Карачобан, при котором было проведено глобальное обновление экспозиции и пополнение собрания музея.
В 1995 году музей получил своё современное название.
В 1997 году А. Д. Карачобан покинул поста директора, передав руководство музеем своей старшей сестре — Людмиле Дмитриевне Марин.

## Экспозиция и коллекции музея
Постоянно действующие экспозиции музея представлены в шести залах. В первом зале собраны артефакты. Это сохранившиеся документы, книги, орудия труда. Второй зал — зал этнографии, в зале можно увидеть: бытовую утварь, традиции и скульптуры. Третий и четвертый залы рассказывает о войне, голоде и образовании Гагаузии, о возникновении и образовании гагаузского алфавита и письменности. В музее можно увидеть картины и скульптуры, выполненные Дмитрием Карачобаном.
На заднем дворе музея установлены балбалы — «каменные бабы». У музея есть филиал — столетняя работающая ветряная мельница «болгарского типа».
В настоящее время в собрании музея находится около 20 тысяч предметов, рассказывающих о различных периодах и значимых событиях в истории Гагаузии. Среди них: оригиналы и копии трудов и архивных материалов отечественных и зарубежных ученых-гагаузоведов; уникальные образцы гагаузской национальной одежды, традиционных женских украшений, народных музыкальных инструментов, орудий труда и различные предметы повседневного быта гагаузских крестьян.